# Палимпсестов, Иван Устинович
Ива́н Усти́нович (Иусти́нович) Палимпсе́стов (9 [21] января 1818 — 20 марта [2 апреля] 1901, Севастополь, Таврическая губерния) — российский агроном и духовный писатель. Профессор агрономии в Императорском Новороссийском университете, автор ряда книг по сельскому хозяйству, общественный деятель, секретарь Императорского общества сельского хозяйства Южной России, действительный статский советник.

## Биография
Окончил Саратовскую духовную семинарию, затем — Горы-Горецкий земледельческий институт (1840?). После этого был преподавателем сельского хозяйства и естественных наук в Саратовской духовной семинарии.
В 1851 году переехал в Одессу и стал работать преподавателем в Херсонской духовной семинарии; читал лекции по теории садоводства в Главном училище садоводства. В 1853 году был приглашён на кафедру сельского хозяйства в Ришельевский лицей. Затем был профессором агрономии в Императорском Новороссийском университете. Был награждён орденами Св. Станислава 2-й ст. (1864) и Св. Анны 2-й ст. (1866).
В 1868 году оставил профессуру и целиком занялся делами Императорского общества сельского хозяйства Южной России, в котором 17 лет был секретарём и редактором «Записок Императорского общества сельского хозяйства Южной России». Этот период жизни Палимпсестова был самым деятельным в области русского сельского хозяйства и главным образом южно-русского. Палимпсестов издал множество своих статей по разным отраслям сельского хозяйства в «Записках Императорского общества сельского хозяйства Южной России». Сочинения Палимпестова были изданы также в «Трудах Императорского Вольного Экономического Общества», в «Журнале Министерства государственных имуществ», в журнале «Русское слово» («Параллели» и «Взгляды на южно-русское сельское хозяйство»), «Русском Вестнике», «Московских ведомостях», «Русском архиве», «Русском обозрении», «Вера и Церковь» и другие.
Самый выдающийся труд Палимпсестова — «Словарь сельскохозяйственных растений», изданный в 1855 году; в нём описаны почти все растения, входящие в область культуры европейского материка, с указанием способов их возделывания. Кроме того, Палимпсестов издал: «Отчет о 25-летней деятельности Императорского общества сельского хозяйства Южной России», «Об устройстве водохранилищ в степях южной России», «Были ли леса на юге России», «За истину и правду», «Сборник» статей о сельском хозяйстве юга России, извлеченных из «Записок Императорского общества сельского хозяйства Южной России» с 1830 по 1868 год.
Был произведён 8 марта 1874 года в действительные статские советники. Возведён в дворянское достоинство.
Последние годы жизни Палимпестов жил в Крыму, в Севастополе, где был старостой Владимирского собора.
Умер в Севастополе 20 марта (2 апреля) 1901 года. Похоронен на новом кладбище Херсонесского монастыря Севастопольского градоначальства.